# Generalstaatsanwalt der Deutschen Demokratischen Republik
Der Generalstaatsanwalt der Deutschen Demokratischen Republik war in der Deutschen Demokratischen Republik der oberste Staatsanwalt. Gemäß Paragraf 2 des Gesetzes über die Staatsanwaltschaft der Deutschen Demokratischen Republik unterstanden dem Generalstaatsanwalt alle anderen Staatsanwaltschaften der DDR, insbesondere auch der Militäroberstaatsanwalt. Seine Amtszeit betrug fünf Jahre (Fassung von 1953) beziehungsweise vier Jahre (Fassung von 1963) und er wurde von der Volkskammer der DDR gewählt. Ab 1990 (nach der Wende) wurde der Generalstaatsanwalt vom Präsidenten der DDR, auf Vorschlag des Justizministers ernannt. Der Generalstaatsanwalt hatte das Weisungsrecht gegenüber seinen untergebenen Staatsanwaltschaften und konnte diese ernennen oder absetzen. Dem Generalstaatsanwalt wurde per Gesetz das Recht zugesprochen, an Sitzungen des Ministerrats der Deutschen Demokratischen Republik teilzunehmen. Der Generalstaatsanwalt konnte auch eine Kassation beim Obersten Gericht beantragen. Ihm oblagen auch das Strafregister und die Kriminalstatistik.

## Liste der Generalstaatsanwälte
| Nr. | Name               | Beginn der Amtszeit | Ende der Amtszeit |
| --- | ------------------ | ------------------- | ----------------- |
| 1   | Ernst Melsheimer   | 1949                | 1960              |
| 2   | Josef Streit       | 1962                | 1986              |
| 3   | Günter Wendland    | 1986                | Dez. 1989         |
| 4   | Harri Harland      | Dez. 1989           | Jan. 1990         |
| 5   | Hans-Jürgen Joseph | Jan. 1990           | Juni 1990         |
| 6   | Günter Seidel      | Juli 1990           | Okt. 1990         |